# Stadion Panetolikos
Stadion Panetolikos – stadion piłkarski w Agrinio, w Grecji. Został otwarty w 1930 roku. Obiekt może pomieścić 5230 widzów. Swoje spotkania rozgrywają na nim zawodnicy klubu Panetolikos GFS.
Boisko zostało otwarte w 1930 roku, jednak pierwsza trybuna obiektu (mniejsza, od strony wschodniej) powstała dopiero w połowie lat 50. Trybuna główna (zachodnia) została wybudowana w latach 70. W latach 2005–2006 stadion przeszedł gruntowną renowację. Obecnie arena posiada pojemność równą 5230 miejsc, na co składają się dwie trybuny usytuowane wzdłuż boiska. Większa, po stronie zachodniej wyposażona jest w zadaszenie.